# Комароловка кремововола
Комароловка кремововола (Polioptila lactea) — вид горобцеподібних птахів родини комароловкових (Polioptilidae).

## Поширення
Вид поширений в Південній Америці. Живе у південній частині зони атлантичного лісу на півдні Бразилії, сході Парагваю та півночі Аргентини.

## Опис
Дрібний птах, завдовжки 10-12 см, вагою 6-8 г.

## Спосіб життя
Полює на комах і павуків.